# Jeremiah John Magner
Jeremiah John Magner, britanski general, * 1891, † 1973.